# Hannoversche Burschenschaft Arminia
Die Hannoversche Burschenschaft Arminia (HB! Arminia) ist eine Studentenverbindung an der Universität Hannover. Sie ist Mitglied im Kartell Rheinischer Ring und Gründungsmitglied des Korporationsverbandes Allgemeine Deutsche Burschenschaft.

## Couleur
Das Burschenband trägt die Farben Schwarz-Rot-Gold auf weißem Grund mit goldener Perkussion, das Fuxenband ist Schwarz-Gold-Schwarz auf weißem Grund mit goldener Perkussion. Die Mütze ist aus weißem Tuch gefertigt. Der Wahlspruch lautet Ehre, Freiheit, Vaterland. Die Arminia ist fakultativ schlagend.

## Geschichte

### Gründungsjahre
Im Jahre 1831 wurde in Hannover die Höhere Gewerbeschule eröffnet. Diese wurde 1847 zum Polytechnikum umgewandelt und im Jahre 1875 zur Technischen Hochschule erhoben. Im Jahre 1891 kam es zur Gründung der ersten Burschenschaft in Hannover, der Hannoverschen Burschenschaft Germania. Um die Grundlage für ein erfolgreiches Wirken im Sinne des burschenschaftlichen Gedankens zu verbreitern, bemühten sich die Germanen seit dem Wintersemester 1896/97, eine zweite Burschenschaft ins Leben zu rufen. Erst im Sommer 1898 gelang dieses Vorhaben. Fünf Mitglieder oder frühere Mitglieder der Burschenschaft Germania schlossen sich am 25. Juni 1898 mit einer bis dahin alleinstehenden schwarzen Verbindung Frankonia zur Burschenschaft Arminia zusammen.
Die Farben waren damals Blau-Rot-Gold, die Mütze war blau mit rotgoldenem Streifen. Der Wahlspruch lautete: Ehre, Freiheit, Vaterland!. Als Wappen wurde das allgemeine Wappen der Burschenschaft angenommen. Im Wintersemester 1898/99 wurden die Farben zu den heutigen geändert.

### Hauskauf

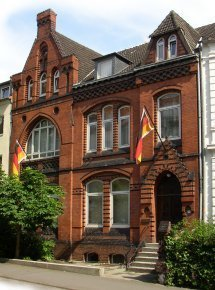
Haus der HB! Arminia

Nachdem im Jahre 1898 die Burschenschaft Arminia einen Raum im Nordstädter Gesellschaftshaus in der Oberstraße als Bleibe bezogen hatte, 1900 in das Kriegerheim in der Nikolaistraße übergesiedelt war und sich schließlich von 1903 an das Bundesleben im Obergeschoss des Hauses Escherstraße 3 abwickelte, konnte im Jahre 1912 das Haus Oeltzenstraße 22 für 50.000 Goldmark erworben werden, das am 1. März 1913 feierlich eingeweiht wurde.
Am 4. Juli 1920 wurde auf dem Haus der Arminia eine Arbeitsgemeinschaft von Bünden im Rüdesheimer Verband deutscher Burschenschaften (RVdB) gegründet, aus welcher kurz darauf der Rheinische Ring entstand.

### Im Dritten Reich
Dem zunehmenden Einfluss des Nationalsozialismus stand der Bund wenig kritisch gegenüber. Bereits 1925 trat der Armine Fritz Hilgenstock als „maßgeblicher Agitator“ eines antisemitischen studentischen „Kampfausschusses“ in Erscheinung, der den jüdischen Professor Theodor Lessing von der Hannoverschen Hochschule vertrieb. Am 10. Mai 1933 beteiligten sich die Chargen und alle ortsansässigen Mitglieder geschlossen an der Bücherverbrennung in Hannover. Die Arminen Martin Bruckmann und Fritz Hilgenstock waren als Funktionäre der Deutschen Studentenschaft (DSt) und der Deutschen Burschenschaft (DB) maßgeblich an deren Umbau im Sinne des Nationalsozialismus beteiligt. Hilgenstock war zudem ein Initiator der Hochschulpolitischen Arbeitsgemeinschaft (Hopoag).
Nach der Auflösung der Deutschen Burschenschaft am 18. Oktober 1935 und der Eingliederung in den NSDStB bildete sich 1937 aus der HB! Arminia die Kameradschaft IX im auferlegten Studentenbund, nannte sich kurze Zeit Kameradschaft Tiemeyer und erhielt schließlich auf eigenen Wunsch den Namen Kameradschaft Freiherr vom Stein.
Die HB! Arminia spricht heute auf ihrem Internet-Auftritt vom NS-Regime als einem „unduldsamen, autoritären Regime“.

### Nach dem Zweiten Weltkrieg
Am 30. März 1947 entstand auf dem Arminenhaus – das nicht unbeschädigt geblieben war – der studentische Bund für Technik und Kultur. Im Juni 1950 nahm der Bund dann wieder den Namen Hannoversche Burschenschaft Arminia an, nachdem die Gesetze der Alliierten, die dieses bislang verhindert hatten, außer Kraft gesetzt waren. Am 27. Februar 1951 beschloss der Bund seinen Beitritt zur wiederentstandenen Deutschen Burschenschaft (DB).
Unter dem Eindruck der politischen Entwicklung gegen Ende der 1960er Jahre setzte sich die Arminia kritisch mit burschenschaftlichen Traditionen auseinander und geriet so mehrfach in Konflikt mit der Deutschen Burschenschaft. Dies führte 1970 zur Zwangssuspendierung gegenüber dem Verband wegen Aufgabe des pflichtschlagenden Prinzips. Im Jahr darauf folgte in der DB die Einführung des fakultativen Prinzips und die Suspendierung wurde aufgehoben. 1974 forderte der Bund eine Lockerung der Aufnahmebedingungen, um auch Wehrdienstverweigerern eine Mitgliedschaft in Burschenschaften der DB zu ermöglichen. Auf dem Burschentag 1976 wurde eine erneute Suspendierung für ein Jahr ausgesprochen, nachdem Vertreter der Arminia eine politische Abgrenzung des Verbandes nach rechts forderten.
Innerhalb der Deutschen Burschenschaft beteiligte sich der Bund an mehreren Arbeitsgemeinschaften, darunter dem Hambacher Kreis, der am 3. Mai 2002 auf ihrem Haus gegründeten Arbeitsgemeinschaft Marburg und der Initiative Burschenschaftliche Zukunft (IBZ).
Aufgrund der anhaltend differierenden Ansichten über die Auslegung burschenschaftlicher Grundwerte trat die Arminia am 27. November 2012 aus der DB aus. Im Jahr 2016 trat sie als Gründungsmitglied dem Verband Allgemeine Deutsche Burschenschaft bei.

## Bekannte Mitglieder
- Richard Arendt (1878–1953), Elektroingenieur
- Klaus-Jürgen Batsch (* 1938), Unternehmer und Diplomat, Träger des Ritterkreuzes 1. Klasse des Ordens des Löwen von Finnland[15]
- Fritz Hilgenstock (1898–1961), Studentenfunktionär und Architekt
- Klaus-Peter Holz (1940–2022), deutscher Professor, Inhaber des Lehrstuhls für Bauinformatik an der BTU Cottbus[16]
- Diethard Könke (1935–2008), deutscher Professor für Baumechanik und Baustatik und Vizepräsident der Universität der Bundeswehr München
- Erich Kothe (1883–1962), Ingenieur, maßgeblich beteiligt am Wiederaufbau des Vereins Deutscher Ingenieure (VDI) nach dem Zweiten Weltkrieg
- Claus Marx (* 1931), deutscher Professor für Erdöl- und Erdgastechnik, ehemaliger Rektor der Technischen Universität Clausthal
- Hans-Christian Möhring (* 1972), deutscher Professor, Direktor des Instituts für Werkzeugmaschinen der Universität Stuttgart[17]
- Frank Niemann (* 1970), deutscher Professor, Fachgebietsleiter Informations- und Kommunikationstechnik der Hochschule Pforzheim[18]
- Marcus Petersen (1910–2012), Ingenieur im Küstenschutz, Publizist und Schriftsteller[19]
- Werner Schulze (1903–1978), Dermatologe, Hochschullehrer
- Walter Wiborg (1904–1969), plattdeutscher Autor
- Bernhard Wielage (* 1946), deutscher Professor, ehem. Inhaber des Lehrstuhls für Verbundwerkstoffe an der TU Chemnitz[20]
- Dieter Wildfang (1930–2017), deutscher Unternehmer, Mitgründer der Dieter Wildfang GmbH (heute Neoperl GmbH)[21]
- Otto Zaps (1882–1966), Leiter der Hamburger Feuerwehr, Generalmajor der Polizei

Mitgliederverzeichnis:
- Willy Nolte (Hrsg.): Burschenschafter-Stammrolle. Verzeichnis der Mitglieder der Deutschen Burschenschaft nach dem Stande vom Sommer-Semester 1934. Berlin 1934. S. 1045.